# 문로삼치
문로삼치(Scomberomorus munroi)는 고등어목 고등어과에 속하는 물고기이다. 몸길이는 1.04m에 몸무게가 11kg인 대형어류에 속한다.

## 특징과 먹이
문로삼치는 몸이 길고 측편되어 있으며 눈이 크고 양안의 거리가 멀다. 위턱의 뒤끝은 눈의 뒷 가장자리에 못미치고 주상악골의 뒤쪽 모서리는 둥글다. 전새개골의 뒤쪽 가장자리는 거칠며 등지느러미는 2개로 제1등지느러미는 주새개골의 끝에서 시작하고 기저의 길이가 비교적 짧다. 제2등지러미 뒤쪽으로는 9개의 토막지느러미가 있으며 가슴지느러미와 배지느러미는 매우 짧다. 뒷지느러미는 낫의 모양으로 제2등지느러미의 중앙부 아래에서 시작하며 기저의 길이는 짧고 9개의 토막지느러미를 가지고 있다. 꼬리지느러미는 잘 발달된 반달형으로 꼬리자루에는 3개의 융기연도 나있다. 측선이 되는 옆줄은 주새개골의 상단부에서 시작하여 등쪽으로 치우쳐 일직선을 이루다가 제2등지느러미의 중앙부 아래에서 약 25°의 경사로 몸의 중앙부를 가로지르다가 꼬리지느러미에 달한다. 또한 옆줄을 기점으로 몸의 등쪽은 짙은 청색을 하고 있으며 배쪽은 은백색을 하고 있다. 위턱과 아래턱에는 날카로운 이빨들이 나있으며 적당한 크기의 송곳니가 1줄로 나있고 비공은 1쌍이다. 몸은 매우 작은 둥근비늘로 머리의 등쪽과 눈의 주의와 새개부, 입을 제외한 몸의 전체를 덮고 있다. 먹이는 주로 멸치, 청어, 정어리, 꽁치와 같은 작은물고기들과 오징어와 같은 두족류, 갑각류를 주로 먹는 육식성물고기가 된다.

## 서식지와 어획
문로삼치의 주된 서식지는 서부 태평양 일대와 인도양이며 그 중에서도 인도네시아와 오스트레일리아에서 가장 많은 개체수가 서식한다. 수심 50~150m의 표해수대에 주로 서식하는 어종이며 문로삼치는 식용으로도 쓰이는 물고기이다. 다만 문로삼치는 이빨이 날카로운 어종이기 때문에 살아있는 개체를 다룰 때는 반드시 주의가 요망되며 문로삼치는 식용으로 쓰일 때는 주로 회, 구이, 매운탕으로 많이 먹는다.

## 같이 보기
- 고등어목
- 고등어과